# Liste des sites Ramsar en Macédoine du Nord
Cet article recense les zones humides de Macédoine du Nord concernées par la convention de Ramsar.

## Statistiques
La convention de Ramsar est entrée en vigueur en Yougoslavie le 28 juillet 1977, la République socialiste de Macédoine en faisant alors partie. La Macédoine du Nord devient indépendante le 8 septembre 1991, la convention continuant à être appliquée sur son territoire.
En janvier 2020, le pays compte 3 sites Ramsar, couvrant une superficie de 468,21 km2.

## Liste
| Site        | Municipalité | Notes                                                                              | Date            | Superficie (km²) | Altitude (m) | Identifiant Ramsar | Identifiant WDPA | Coordonnées                       | Photo |
| ----------- | ------------ | ---------------------------------------------------------------------------------- | --------------- | ---------------- | ------------ | ------------------ | ---------------- | --------------------------------- | ----- |
| Lac Prespa  | Resen        |                                                                                    | 4 avril 1995    | 189,20           | 844 - 856    | 726                | 127887           | 40° 55′ 59″ nord, 21° 01′ 01″ est |       |
| Lac Doïran  | Doïran       |                                                                                    | 2 août 2007     | 26,96            | 140 - 148    | 1735               | 903090           | 41° 12′ 47″ nord, 22° 44′ 02″ est |       |
| Lac d'Ohrid | Sud-Ouest    | patrimoine mondial au titre du Patrimoine naturel et culturel de la région d'Ohrid | 15 février 2021 | 252,05           |              | 2449               | 2015             | 41° 03′ 32″ nord, 20° 43′ 54″ est |       |